# Самка

«Зеркало Венеры» — символ женского пола, а также знак планеты Венера и одноимённой богини

Са́мка, или же́нская о́собь — у биологических видов, имеющих половое размножение и связанный с этим половой диморфизм, форма живого организма, обладающая женскими половыми признаками своего вида и отличающаяся ими от мужской формы (самца) того же биологического вида. К числу женских половых признаков относят первичные (присутствие не мужской, а женской репродуктивной системы или женских половых органов), вторичные (особенности телосложения и прочее) и другие. Женские и мужские экземпляры выделяются и у животных, и у растений, но термины «самка» и «самец» используются по отношению к животным.

## Основные характеристики
Основной характеристикой самки является её способность к воспроизведению детёнышей своего вида — потомства. Как правило рождение детёнышей возможно при наличии генетического материала, полученного от самца, однако в природе встречается партеногенез — способность к размножению без участия самца. Самка производит женские гаметы — яйцеклетки, отличающиеся своими более крупными размерами и меньшей подвижностью в отличие от сперматозоидов, производимых самцами.  Женский пол считается более древним, чем мужской, так как на ранней стадии эволюции все популяции организмов имели способность к воспроизведению потомства и назывались изогамными организмами, в процессе эволюции образовались анизогамные организмы, однако их гаметы не сильно отличались размерами. Все животные высшего царства, в том числе и человек, относятся к оогамным организмам.
Большинство самок членистоногих и хордовых откладывает яйца, реже у них встречается живорождение, типичное, однако, для всего класса млекопитающих (кроме отряда однопроходные). Для самок млекопитающих также характерно наличие молочных желез, с помощью которых самка кормит детёнышей молоком. Молочные железы имеются и у самцов, но в рудиментарном виде и они не выполняют своей функции. Самки млекопитающих, особенно среди социальных видов, имеют часто меньшие размеры и менее выраженную мускулатуру. Среди птиц различие полов можно заметить в окраскеː самки часто имеют более скромную окраску в противовес яркому оперению самца.
Характерной чертой самки млекопитающих является наличие хромосомной пары ХХ, в то время как у самца это XY. У птиц пол определяется половыми хромосомами Z и W; ZZ — самец, а ZW — самка, таким образом пол птенца определяется материнским геном, в отличие от млекопитающих в том числе человека.

## Биологическая роль женского пола
Биологическая роль женских особей в популяции крайне разнообразна.  В зависимости от вида живого организма, в роль самки могут входить: защита представителей своего вида, защита территории, руководство группой, добывание ресурсов, воспитание потомства и многое другое. Помимо прочего, одна из основных ролей  самки  внутри своего вида заключается в исполнении репродуктивной функции — то есть в приёме генетической информации, содержащейся в половых клетках (сперматозоидах) самца половыми клетками самки (например яйцеклетками).

## Половой диморфизм
Самки в Царстве животных кроме различий с самцами в половой системе имеют отличия и во внешнем облике.
- Самки многих видов млекопитающих меньше и физически слабее, так как например крупные рога или повышенная физическая сила не обязательны для репродукции.
- Брюшки у самок насекомых или пауков часто крупнее и округлее, чем у самцов, так как от размера брюшка зависит репродуктивность самки, однако из-за этого она становится менее мобильной. Экстремальные формы разрастания брюшка называется физогастрией и встречается у маток общественных насекомых, например термитов.
- Самки птиц часто имеют менее выраженный и нейтральный окрас перьев. У них также могут быть более короткие перья на хвосте или отсутствовать хохолок  в сравнение с самцами тех же видов.